# Aegotheles archboldi
El egotelo de Archbold (Aegotheles archboldi) es una especie de ave caprimulgiforme de la familia Aegothelidae endémica de las selvas de montaña de Nueva Guinea. Su nombre conmemora al explorador estadounidense Richard Archbold.